# Herman Friele (Zoologe)

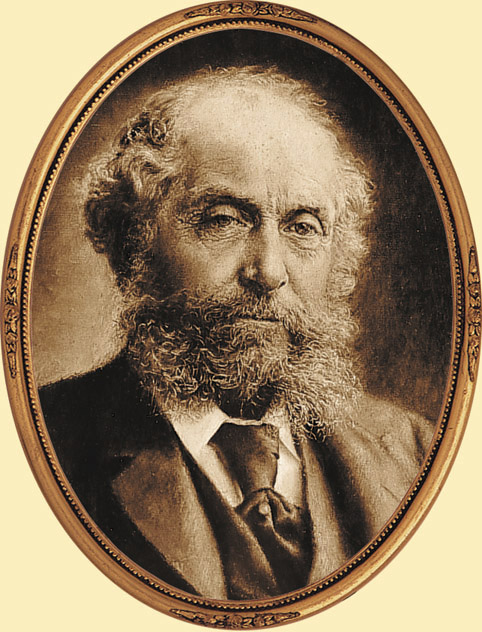
Herman Friele

Herman Friele (* 27. Mai 1838 in Bergen, Norwegen; † 7. November 1921 in Voss, Norwegen) war ein norwegischer Geschäftsmann und Zoologe.

## Leben

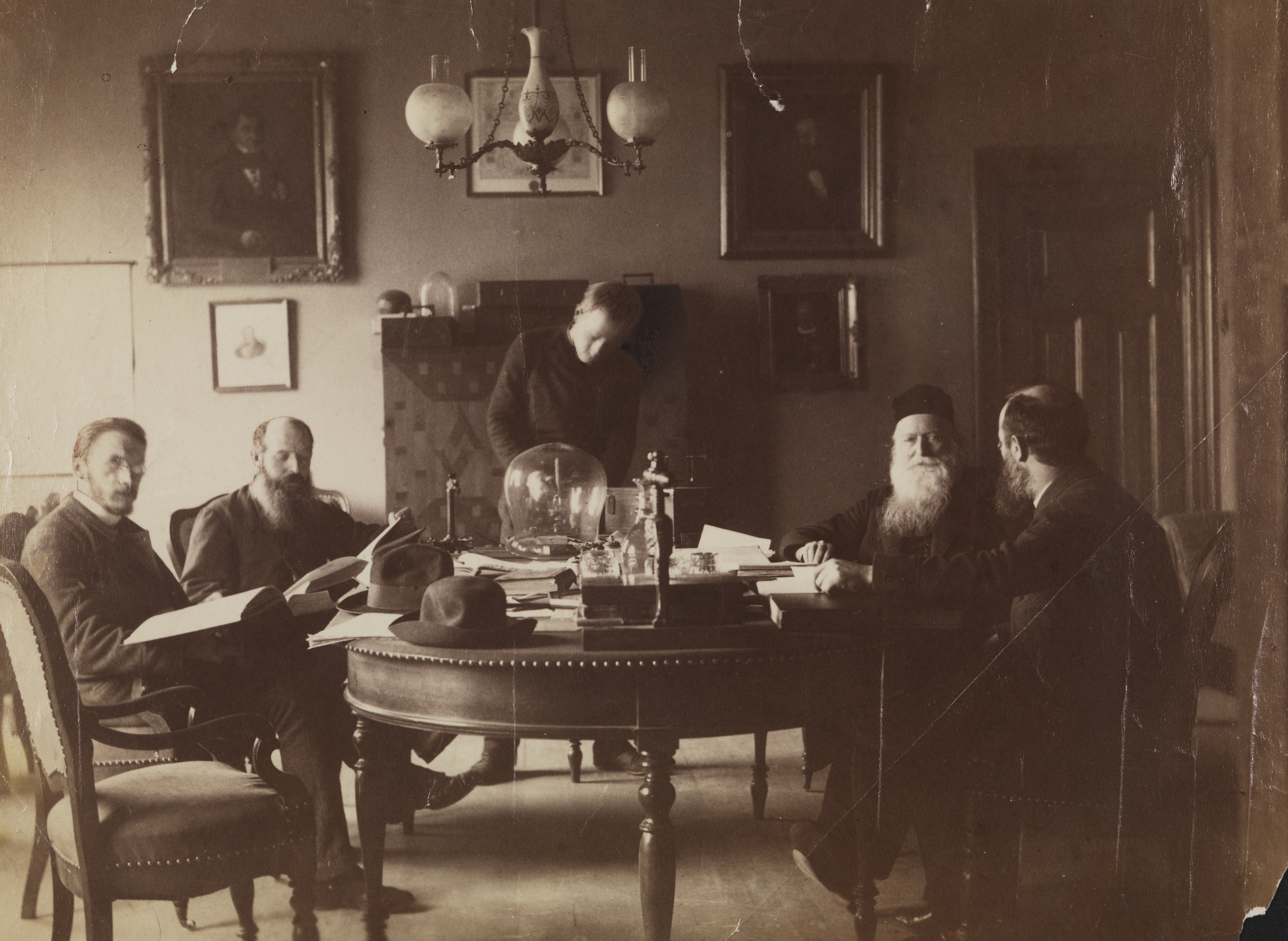
Das wissenschaftliche Personal des Bergen Museum in den 1880er Jahren (von links nach rechts): Jørgen Brunchorst, Gerhard Armauer Hansen, Fridtjof Nansen, Daniel Danielssen, Herman Friele

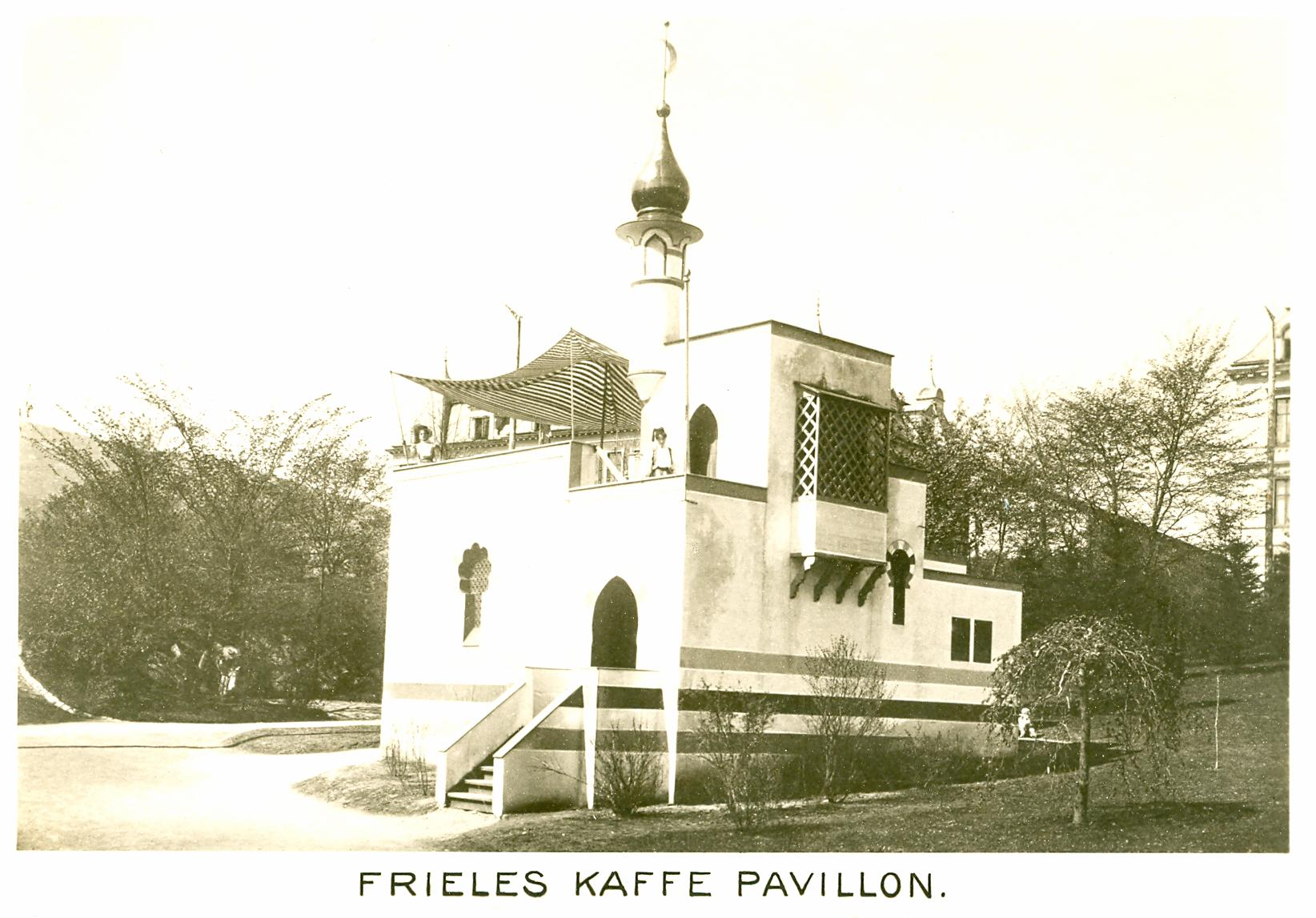
Frieles Kaffeepavillon auf der Internationalen Fischereiausstellung in Bergen 1898

Herman Friele entstammte einer wohlhabenden bürgerlichen Familie mit deutschen Wurzeln. Abraham Friell, der Stammvater der norwegischen Linie der Familie, war im 17. Jahrhundert aus Stralsund nach Bergen gekommen. Hermann Friele war das zweite von sechs Kindern des Kaufmanns Berent Friele (1810–1897) und dessen Ehefrau Albertina Henricha geb. Vedeler (1812–1853). Er besuchte die Tanksche Schule in Bergen und wurde an der Fischerschen Handelsschule, die er 1854 abschloss, zum Kaufmann ausgebildet. Anschließend trat er in die Firma seines Vaters ein, der ihn 1861 gemeinsam mit seinem Schwager Alexander Behrens Grieg (1835–1917) zum Teilhaber machte. Das von Herman Frieles gleichnamigem Großvater gegründete Handelsunternehmen für Kolonialwaren trug von nun an den Namen B. Friele & Sønner. Hermann Friele baute neben dem Einzelhandelsgeschäft ein bedeutendes Großhandelsgeschäft auf. Unter seiner Leitung wurde das Unternehmen zu einem der führenden Importeure von Zucker, Sirup, Gewürzen und zunehmend Kaffee. Das heute zu JDE Peets gehörende Kaffehuset Friele ist noch immer Norwegens führende Kaffeemarke.
Unter dem Einfluss seines Lehrers Johan Koren entwickelte Herman Friele ein Interesse für das Studium der Natur. In den 1860er Jahren fokussierte es sich auf die Vögel. Friele besaß eine große Eiersammlung und unternahm 1867 eine ornithologische Reise durch das Tana-Gebiet in der Finnmark. 1870 studierte er die Vogelwelt von Jæren. Im selben Jahr wurde Friele in den Vorstand des Bergen Museums gewählt, dem er bis 1912 angehörte. Angeregt durch Daniel Cornelius Danielssen beschäftigte er sich nun zunehmend mit den Weichtieren. Obwohl er keine akademische Ausbildung in Zoologie absolviert hatte, entwickelte er sich zu einem angesehenen Malakologen. Er nahm an der Norwegischen Nordmeerexpedition teil, die unter der Leitung von Henrik Mohn und Georg Ossian Sars in den Sommermonaten der Jahre 1876 bis 1878 das  Europäische Nordmeer sowie Teile der östlichen Grönlandsee und der westlichen Barentssee erforschte. Von Friele stammen drei die Mollusken betreffende Beiträge im siebenbändigen Forschungsbericht der Expedition. Seine Forschung wirkte sich auch auf seine Geschäftstätigkeit aus. Er förderte die Austernzucht in Westnorwegen und beteiligte sich finanziell an mehreren Austernfarmen. 1882 wurde Friele in den Vorstand der Gesellschaft zur Förderung der norwegischen Fischerei (Selskabet til de norske Fiskeriers Fremme) gewählt. 1887 wurde er für seine Arbeiten auf dem Gebiet der Zoologie in die Wissenschaftsgesellschaft in Kristiania, die heutige Norwegische Akademie der Wissenschaften, aufgenommen. Er war außerdem mehrere Jahre Vorstand der Bergens Kreditbank, ab 1875 mehrere Jahre Mitglied des Stadtrats von Bergen und von 1877 bis 1879 Abgeordneter des Storting. Er starb im Herbst 1921 auf einer einwöchigen Reise nach Voss.
Hermann Friele war seit dem 1. Oktober 1861 verheiratet mit Laura Fredrikke geb. Arentz (1836–1915). Das Paar hatte acht Kinder, von denen nur Berent (1862–1902), Laura (1872–1952), Marie (1873–1929), Albertine Henrikke (1876–?) und Herman (1877–?) das Erwachsenenalter erreichten. Laura Friele heiratete den schwedischen Archäologen Gabriel Gustafson. Der Redakteur Christian Friele war sein Cousin.

## Ehrungen
1918 wurde Herman Friele Ehrenmitglied des Museumsvereins in Bergen und 1920 Ehrenmitglied der Fischereigesellschaft. Er war Ritter der 1. Klasse des Sankt-Olav-Ordens (1894) und Komtur der 2. Klasse (1911). Er ist zudem Namensgeber des Gletschers Frielebreen am Beerenberg auf Jan Mayen.
Ein 1922 von der Werft Ottesen Skipsbyggeri als Forschungsschiff für das Bergen Museum fertiggestellter Kutter wurde auf den Namen Herman Friele getauft.

## Werke (Auswahl)
- Oversigt over de i Bergens omegn forekommende skaldaekte Mollusker. Christiania 1873.
- Bidrag til vestlandets molluskfauna. In: Forhandlinger i Videnskabs-selskabet i Christiania. 1875, S. 57–64 (biodiversitylibrary.org).
- mit Gerhard Armauer Hansen: Bidrag til Kundskaben om de norske Nudibranchier. In: Forhandlinger i Videnskabs-selskabet i Christiania. 1876, S. 69–80.
- Den Norske Nordhavs-Expedition 1876–1878. Grøndahl, Christiania. Band 3: Mollusca I, Buccinidae. 1882 (archive.org), Mollusca II. 1886 (archive.org), Band 7: mit James Alexanderssøn Grieg: Mollusca III. 1901 (archive.org).
- Mollusken der ersten Nordmeerfahrt des Fischereidampfers „Michael Sars“ 1900 unter Leitung von Herrn Dr. Johan Hjort. In: Bergens Museums Aarbog. Nr. 3, 1902, S. 1–19 (biodiversitylibrary.org).